# Fumée de Diesel

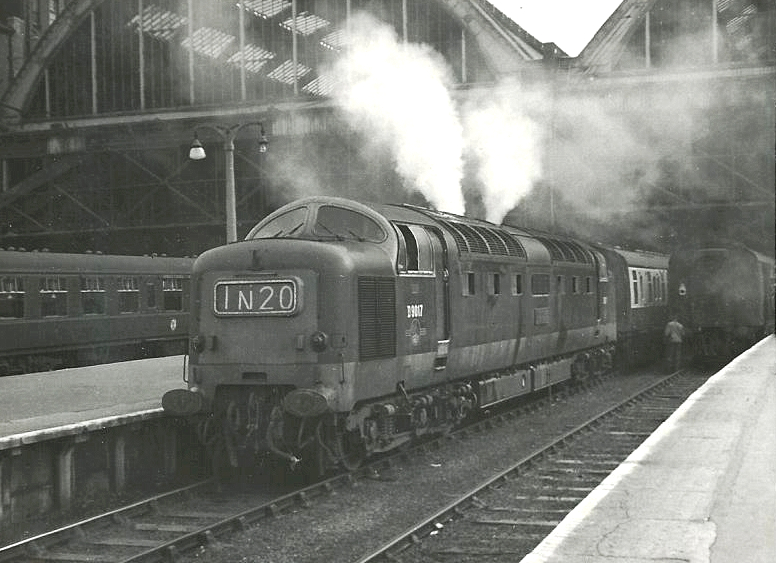
Locomotive diesel Class 55 Deltic avec son panache de fumée dense visible au-dessus de l'échappement au moment du démarrage du train

La fumée de Diesel est un gaz produit par un type de moteur à combustion interne fonctionnant au diesel, cela inclut également les particules émises. Sa composition peut varier avec le type de fuel, le taux de consommation ou la vitesse de fonctionnement des moteurs (c’est-à-dire, tournant au ralenti, à grande vitesse ou sous la charge minimale du moteur), et si le moteur est dans un véhicule routier, un engin agricole, une locomotive, un navire, un générateur fixe ou une autre utilisation du moteur.
La fumée de Diesel est un gaz cancérigène, qui cause le cancer du poumon et possède un lien probable avec le cancer de la vessie,,,,. Elle contient plusieurs substances qui sont aussi inscrites individuellement comme cancérigène pour l’humain par le Centre international de recherche sur le cancer (CIRC).
Des méthodes existent pour réduire les oxydes d’azote (NOx) et les particules fines dans la fumée d’échappement.

## Composition
| Composés   | Quantités | Unités |
| ---------- | --------- | ------ |
| N2         | ~67       | %      |
| CO2        | ~12       | %      |
| H2O        | ~11       | %      |
| O2         | ~9        | %      |
| NOx        | 50-1000   | ppm    |
| particules | 1-30      | mg/m3  |
| CO         | 100-500   | ppm    |

Les principaux produits de la combustion de carburants à base de pétrole dans l’air sont le dioxyde de carbone, l’eau et l’azote.
Les autres composants proviennent principalement de la combustion incomplète et de la pyrosynthèse,. Tandis que la distribution des composants individuels des gaz d’échappement bruts de diesel (non traités) varie en fonction de différents facteurs tels que la charge, le type de moteur, etc. Le tableau ci-contre présente une composition typique.

## Classe de composé Chimique
Le tableau ci-dessous reprend les principales familles de composés chimiques trouvées dans les produit de combustion du gazole
| Classe de composé contaminant                                                                 | commentaire                                                                       |
| --------------------------------------------------------------------------------------------- | --------------------------------------------------------------------------------- |
| composé antimonique [réf. nécessaire]                                                         | Toxicité similaire a un empoisonnement a l’arsenic                                |
| composé de béryllium                                                                          | Cancérogènes du groupe 1 du CIRC                                                  |
| Composé chromé                                                                                | Cancérogènes du groupe 3 du CIRC                                                  |
| Composé de cobalt                                                                             |                                                                                   |
| Composé de plomb                                                                              | Une quantité inattendue de plomb (1,1 μg/g) a été retrouvée dans certains gazoles |
| Composé cyanuré                                                                               |                                                                                   |
| Dioxines et Dibenzofuranes                                                                    |                                                                                   |
| Composé de manganese                                                                          |                                                                                   |
| Composé de mercure                                                                            | Cancérogènes du groupe 3 du CIRC                                                  |
| Oxyde d'azote                                                                                 | 5.6 ppm ou 6 500 μg/m3                                                            |
| Mattière organique polycyclique, incluant des hydrocarbures aromatiques polycycliques (PAHs), |                                                                                   |
| Composé de sélénium                                                                           |                                                                                   |
| Composé sulfuré                                                                               |                                                                                   |

### Produits chimiques spécifiques
Voici des classes de produits chimiques spécifiques trouvés dans les gaz d'échappement du diesel.
| Contaminant chimique           | Remarques                                                                             | Concentration, ppm |
| ------------------------------ | ------------------------------------------------------------------------------------- | ------------------ |
| Acétaldéhyde                   | Liste des cancérogènes du groupe 2B du CIRC                                           |                    |
| Acroléine                      | Liste des cancérogènes du groupe 3 du CIRC                                            |                    |
| Aniline                        | Liste des cancérogènes du groupe 3 du CIRC                                            |                    |
| Arsenic                        | Liste des cancérogènes du groupe 1 du CIRC, Perturbateur endocrinien[réf. nécessaire] |                    |
| Benzène                        | Liste des cancérogènes du groupe 1 du CIRC                                            |                    |
| Biphényle                      | Toxicité moyenne [réf. nécessaire]                                                    |                    |
| Phtalate de bis(2-éthylhexyle) | Perturbateur endocrinien,                                                             |                    |
| Buta-1,3-diène                 | Liste des cancérogènes du groupe 2A du CIRC                                           |                    |
| Cadmium                        | Liste des cancérogènes du groupe 1 du CIRC, Perturbateur endocrinien[réf. nécessaire] |                    |
| Chlorine                       | Sous-produit de l’injection d’Urée [réf. nécessaire]                                  |                    |
| Chlorobenzène                  | Toxicité faible à modérée                                                             |                    |
| Crésol                         |                                                                                       |                    |
| Phtalate de dibutyle           | Perturbateur endocrinien[réf. nécessaire]                                             |                    |
| 1,8-Dinitropyrene              | Hautement cancérogène,                                                                |                    |
| Éthylbenzène                   |                                                                                       |                    |
| Méthanal                       | Liste des cancérogènes du groupe 1 du CIRC                                            |                    |
| Plomb inorganique              | Perturbateur endocrinien[réf. nécessaire]                                             |                    |
| Méthanol                       |                                                                                       |                    |
| Butanone                       |                                                                                       |                    |
| Naphtalène                     | Liste des cancérogènes du groupe 2B du CIRC                                           |                    |
| Nickel                         | Liste des cancérogènes du groupe 2B du CIRC                                           |                    |
| 3-Nitrobenzanthrone (3-NBA)    | Hautement cancérogène,                                                                | 0.6-6.6            |
| 4-nitrobiphenyl                | Irritant, dommages sur les nerfs/le foie/les reins                                    | 2.2,               |
| Phénol                         |                                                                                       |                    |
| Phosphore                      |                                                                                       |                    |
| Pyrène                         |                                                                                       | 3532–8002,         |
| Benzo(e)pyrène                 |                                                                                       | 487–946,           |
| Benzopyrène                    | Liste des cancérogènes du groupe 1 du CIRC                                            | 208–558,           |
| Fluoranthène                   | Liste des cancérogènes du groupe 3 du CIRC                                            | 3399–7321,         |
| Propionaldéhyde                |                                                                                       |                    |
| Styrène                        | Liste des cancérogènes du groupe 2B du CIRC                                           |                    |
| Toluène                        | Liste des cancérogènes du groupe 3 du CIRC                                            |                    |
| Xylène                         | Liste des cancérogènes du groupe 3 du CIRC                                            |                    |

1. 1 2  Inclut tous les isomères structuraux de ces composés aromatiques. Voir la description ortho-, meta- et para- isomère sur chaque article du composé concerné.

### Vapeur d'eau
Les gaz d’échappement des véhicules contiennent beaucoup de vapeur d’eau. Des recherches ont été effectuées sur les moyens permettant aux troupes dans les déserts de récupérer de l’eau potable dans les gaz d’échappement de leurs véhicules.

## Législation
En France, le contrôle technique est apparu en 1992 pour les véhicules de moins de 3,5 tonnes. Lors de ce contrôle, l'opacité des fumées du pot d'échappement doit être inférieures aux seuils indiqués par les normes antipollution.
Normes antipollution sur l'opacité des fumées des voitures diesels :
- 3 M-1 (voitures à moteur turbo);
- 2,5 M-1 (voitures sans turbo jusqu'à mi-2008) ;
- 1,5 M-1 (voitures sans turbo postérieures à mi-2008).

En 2019, de nouvelles lois apparaissent sur l'opacité des gasoils, et sur plusieurs polluants libérés par les moteurs. Elles visent à contrôler le niveau d'émission de cinq polluants .
En Belgique, la limite autorisée en matière d'émission de fumées est fixée à 50 (en unité Hartridge).

### À l’international
Afin de réduire rapidement l'émission de particules fines en Californie, le California Air Resource Board a créé le programme Carl Moyer qui alloue une prime pour tout remplacement ou amélioration des moteurs afin de réduire les émissions de particules fines en deçà des normes de pollution. Cette agence californienne a également créé en 2008,  une loi sur les camions et les bus, qui oblige tous les véhicules lourds et les bus roulant au diesel à remplacer ou modifier leurs moteurs pour réduire les émissions de particules fines. L’Agence américaine pour la santé et la sécurité des mines (MSHA) a créé en 2001 une norme sur la santé, destinée réduire les fumées de diesel et l’exposition à celles-ci dans les mines souterraines. En 2005 la MSHA a repoussé la date d’application de cette norme de janvier 2006 à janvier 2011[réf. nécessaire].

## Problèmes de santé

### Préoccupations générales
Les émissions des véhicules à moteur diesel seraient nettement plus nocives que celles des véhicules à essence. Les gaz d'échappement de la combustion diesel sont une source de suie atmosphérique et de Particules en suspension, composants de la pollution atmosphérique impliquée dans les cancers humains,, dommages au cœur et aux poumons  et fonctionnement mental . En outre, les gaz d'échappement des moteurs Diesel contiennent des contaminants répertoriés comme cancérogènes pour l'homme par la Liste des cancérogènes du groupe 1 du CIRC (qui fait partie de l'Organisation mondiale de la Santé, tels qu'ils figurent sur la Liste des cancérogènes du groupe 1 du CIRC . On pense que la pollution par les gaz d'échappement représente environ un quart de la pollution de l'air au cours des décennies précédentes et une part importante des maladies causées par la pollution automobile.

## Effets spécifiques
Des expositions ont été associées à des symptômes aigus à court terme, tels que mal de tête, étourdissement, vertige, nausée, toux, difficulté à respirer, oppression thoracique et irritation des yeux, du nez et de la gorge. Des expositions à long terme peuvent entraîner des problèmes chroniques plus graves tels que des maladies cardiovasculaires, des maladies cardiopulmonaires, et cancers du poumon,,.
Le carbone élémentaire imputable au trafic était associé de manière significative à la sibilance (respiration sifflante) à 1 an et persistante à 3 ans dans l'étude de cohorte naissance de Cincinnati Child Allergy and Air Pollution.
Le projet NERC-HPA sur la pollution de la circulation et la santé du King's College de Londres financé par la NERC-HPA, cherche actuellement à préciser les effets de la pollution routière sur la santé. La pollution de l'air liée au trafic ambiant était associée à une diminution de la fonction cognitive chez les hommes âgés .
Selon le rapport officiel 2352 de la Umweltbundesamt Berlin (Agence fédérale allemande de l'environnement), la mortalité due à la suie diesel concernait au moins 14 400 personnes sur les 82 millions d'habitants en Allemagne[réf. nécessaire]. L'étude des nanoparticules et la nanotoxicologie en sont encore à leurs balbutiements, les effets sur la santé des nanoparticules produites par tous les types de moteurs diesel sont encore à découvrir. Il est clair que les effets néfastes des émissions de particules fines des moteurs diesel sur la santé sont graves et omniprésents. Bien qu'aucune étude n'ait prouvé de façon significative qu’une exposition à court terme aux gaz d'échappement entraînerait des effets extrapulmonaire indésirables, il existe une augmentation du nombre de maladies cardiovasculaires. Une étude réalisée en 2011 dans The Lancet a conclu que le principal facteur évitable de crise cardiaque dans la population était l'exposition au trafic ; il est la cause de 7,4% des attaques. Il est impossible de dire à quel point cet effet est dû au stress lié à la circulation et à l’exposition aux gaz d’échappement..[réf. nécessaire]
Étant donné que l'étude des effets néfastes des nanoparticules sur la santé (nanotoxicologie) en est encore à ses balbutiements, les découvertes concernant la nature et l'étendue des effets néfastes des gaz d'échappement sur la santé se poursuivent. Il n’y a que peu de controverse, mis à part le fait que l’impact des diesels sur la santé publique est supérieur à celui des véhicules à essence, malgré les grandes incertitudes.

### Effets sur la santé au travail
L'exposition aux gaz d'échappement diesel et aux particules diesel (DPM) constitue un risque professionnel pour les chauffeurs de poids-lourd, les cheminots et les occupants de résidences situées à proximité d'un réseau ferroviaire et pour les mineurs utilisant des équipements diesel dans des mines. Des effets nocifs sur la santé ont également été observés dans la population générale à des concentrations de particules atmosphériques ambiantes bien inférieures aux concentrations observées en milieu professionnel.
En mars 2012, des scientifiques américains ont montré que le risque de contracter le cancer du poumon était trois fois plus élevé chez les mineurs souterrains exposés à de fortes émanations de diesel que chez ceux exposés à de faibles niveaux. L'étude DEMS (Diesel Exhaust in Miners Study), d'une valeur de 11,5 millions de dollars, a suivi 12 315 mineurs, contrôlant les principaux agents cancérigènes tels que la fumée de cigarette, le radon et l'amiante. Cela a permis aux scientifiques d'isoler les effets des émanations de diesel,.
Aux États-Unis, depuis plus de 10 ans, les familles sont préoccupés par l'exposition des enfants au DPM lorsqu'ils montent dans des Autobus scolaires alimentés au diesel. En 2013, l’Agence de Protection de l’Environnement (EPA) a mis en place l'initiative Clean School Bus USA dans le but de réunir les organisations privées et publiques pour limiter l’exposition des élèves.

### Préoccupations concernant les particules
Les particules diesel (DPM), parfois aussi appelées particules d'échappement diesel (DEP), sont les composants particulaires des gaz d'échappement diesel, qui comprennent la suie, le gazole diesel et les aérosols tels que les particules de cendres, les particules métalliques d'abrasion, les sulfates et les silicates. Lorsqu'elle est libérée dans l'atmosphère terrestre, la DPM peut prendre la forme de particules individuelles ou d'agrégats de chaînes, la plupart se situant dans la plage invisible du sous-micromètre de 100 nanomètres, également connue sous le nom de particules ultrafines (PUF) ou PM 0.1.
La fraction particulaire principale des gaz d'échappement de diesel est constituée de particules en suspension. En raison de leur petite taille, les particules inhalées peuvent facilement pénétrer profondément dans les poumons. Les hydrocarbures aromatiques polycycliques (HAP) présents dans les gaz d'échappement stimulent les nerfs des poumons, provoquant une toux réflexe, une respiration sifflante et un essoufflement. Les surfaces rugueuses de ces particules leur permettent de se lier facilement à d'autres toxines dans l'environnement, augmentant ainsi les risques d'inhalation de particules.
Omidvarborna et ses collègues ont présenté une étude sur les émissions de particules émises par les bus de transport en commun circulant sur le Fioul à très basse teneur en soufre (TBTS) et un mélange de biogazole, de diesel classique (B20). Ils dépendaient du modèle de moteur, des modes de repos à froid et à chaud, du type de carburant et du fait que les éléments-traces métalliques contenus dans les particules émises lors du repos à chaud étaient plus importants que ceux du repos à froid. Il a été suggéré que les raisons de la réduction des émissions de biodiesel par les particules résultaient de la structure oxygénée du biodiesel, ainsi que de l'évolution de la technologie (y compris l'utilisation d'un pot catalytique dans ce système d'essai). D’autres études ont conclu que, même si dans certains cas spécifiques (charges faibles, matières premières plus saturées...), les émissions de NOx peuvent être inférieures à celles du gazole, dans la plupart des cas, les émissions de NOx sont plus élevées et même plus élevées. Le biocarburant est mélangé. Le biodiesel pur (B100) finit même par émettre 10 à 30% plus d'émissions de NOx par rapport au carburant diesel ordinaire.

## Facteurs augmentant les risques de pluies acides
Ajoutés à d’autres polluants issus des échappements de diesel comme l’oxyde de soufre, les NOx réagissent avec l’eau et le dioxygène pour former des acides sulfureux et nitriques dans l’atmosphère. Ces produits de réactions retombent alors sous forme liquide ou gazeuse (forme sèche) sur Terre.

Ces pluies acides ont alors pour conséquence de fragiliser les écosystèmes et notamment les faune et flore en acidifiant le sol et le couvert végétal. En effet, le fait que le sol s’acidifie défavorise les espèces de milieu neutre ou basiphile qui sont alors supplantées par celles acidiphiles. En découle un déséquilibre des écosystèmes.

Indépendamment des pluies acides, les NOx ont des effets directs sur la végétation. Ces dioxydes d’azote perturbent et ralentissent la croissance des plantes et plus précisément celle des feuilles ; La résistance de ces dernières au gel est alors moindre[réf. nécessaire].

## Effets écologiques

### Impact sur les abeilles
Des expériences menées en 2013 ont montré que l'échappement de diesel réduisait la capacité des abeilles à détecter l'odeur des fleurs de colza. Dans l'étude, huit substances chimiques impliquées dans l'odeur que dégage le colza ont été extraites et mélangées avec de l'air propre d'une part, et avec de l'air contenant des gaz d'échappement de diesel d'autre part. Six des huit substances ont réduit de volume et deux ont complètement disparu en moins d'une minute, au contact de l'air pollué au diesel. Alors que celles associées à l'air propre n'ont pas été modifiées.
Dans un deuxième temps, l'équipe a isolé les NOx  présents dans le diesel et répété la même expérience. Il s'est produit exactement le même résultat, suggérant que les NOx sont probablement les principaux facteurs de destruction des odeurs.
Le mélange de l'air polluée et des substances chimiques odorantes du colza a été présenté aux abeilles, qui n'ont pas reconnu l'odeur de la plante. Les substances odorantes, moins présentes, ont donc changé le profil d'odeur de la plante qui n'est donc plus reconnaissable. Si les abeilles ont un odorat très développé et une étonnante capacité à apprendre et mémoriser de nouvelles odeurs, le taux de NOx dans l'air, surtout en zone urbaine, est régulièrement dépassé. Cela a peut-être de graves effets sur le nombre de colonies d'abeilles et l'activité de pollinisation.
En somme, les oxydes d’azote (en particulier le dioxyde d'azote) semblent capables de perturber tout le processus de reconnaissance des plantes qu'ont les abeilles. Les abeilles butineuses utilisent toute la gamme des produits chimiques trouvés dans un mélange floral afin de trouver la plante qu'elles cherchent parmi différents mélanges. Il faudrait donc éloigner le plus possible les ruches des zones urbaines.

### Impact sur les forêts
Près de la moitié des importations d’huile de palme dans l'Union Européenne est consommée sous la forme de biocarburants. La loi de 2009 sur l'incorporation obligatoire d’agrocarburants dans l’essence et le diesel est ainsi une cause majeure de déforestation tropicale.

## Solutions

### Général
Avec le resserrement des normes d'émissions (en), les moteur diesel doivent devenir plus efficaces et avoir moins de polluants dans leurs gaz d'échappement.[réf. nécessaire] Par exemple, les camions légers doivent maintenant avoir des émissions d’oxyde d'azote inférieures à 0,07 g / mile[réf. nécessaire] et aux États-Unis, d'ici à 2010, les émissions d’oxyde d’azote doivent être inférieures à 0,03 g / mile.[réf. nécessaire] En outre, au cours des dernières années, les États-Unis, l'Europe et le Japon ont étendu la réglementation en matière de contrôle des émissions aux véhicules routiers pour inclure les véhicules agricoles et les locomotives, les navires et les génératrices fixes. Changer pour un carburant différent (i.e. éther diméthylique, et autres bioéthers tels que le diéthyléther tend à être un moyen très efficace de réduire les polluants tels que les oxydes d’azote et le dioxyde de carbone ( CO2). En cas d’utilisation du diméthyléther (DME), par exemple, les émissions de particules sont quasi inexistantes et l’utilisation de filtres à particules diesel pourrait même être supprimée. De plus, étant donné que le DME peut être fabriqué à partir de déchets animaux, alimentaires et agricoles, il peut même être neutre en carbone (contrairement au diesel ordinaire). Le mélange de bioéther (ou d’autres combustibles tels que l’hydrogène), dans le diesel classique tend également à avoir un effet bénéfique sur les polluants émis.
En plus de changer le carburant, les ingénieurs américains ont également mis au point deux autres principes et des systèmes distincts pour tous les produits sur le marché qui répondent aux critères d'émissions des États-Unis 2010,[réf. nécessaire]Modèle:Update after réduction sélective non catalytique (SNCR), et la recirculation des gaz d'échappement (EGR). (EGR). Les deux sont dans le système d'échappement des moteurs diesel et sont en outre conçus pour promouvoir l'efficacité. [réf. nécessaire]

### Réduction catalytique sélective
La Réduction Catalytique Sélective (SCR) injecte un réducteur tel que l'ammoniac ou l'urée dans les gaz d'échappement d'un moteur diesel pour convertir les oxydes d'azote (NOx) en azote gazeux et en eau. Les systèmes SNCR ont été conçus pour réduire de 90% les émissions d’oxyde d’azote dans le système d'échappement, les systèmes commercialisés étant légèrement inférieurs. [Citation nécessaire] Les systèmes RCS ne nécessitent pas nécessairement de filtres à particules; lorsque les filtres SNCR et PM sont combinés, il a été démontré que certains moteurs étaient économes en carburant de 3 à 5%. [citation nécessaire]. Un inconvénient du système RCS, en plus du coût de développement initial (qui peut être compensé par la conformité et améliorer la performance), [la citation nécessaire] est la nécessité de remplir de réducteur, à une fréquence dont la périodicité varie en fonction des kilomètres parcourus, des facteurs de charge et des heures utilisées. Le système SNCR n'est pas aussi efficace à des tours par minute plus élevées (rpm). (rpm) [réf. nécessaire] Le système de réduction catalytique sélective est optimisé pour obtenir une efficacité supérieure avec des températures plus larges, pour être plus durable et pour répondre à d'autres besoins commerciaux.

### Recirculation des gaz d'échappement
La recirculation des gaz d'échappement (RGE), sur les moteurs diesel, peut être utilisée pour obtenir un mélange carburant-air plus riche et une température de combustion maximale plus basse. Les deux effets réduisent les émissions NOx mais peuvent avoir un impact négatif sur l'efficacité et la production de particules de suie. Le mélange le plus riche est obtenu en déplaçant une partie de l'air d'admission, mais reste maigre par rapport aux moteurs à essence, qui se rapprochent de l'idéal stœchiométrique. La température de pointe la plus basse est obtenue grâce à un échangeur de chaleur qui élimine la chaleur avant de revenir dans le moteur, et fonctionne grâce à la capacité thermique spécifique des gaz d'échappement supérieure à celle de l'air. Avec l’augmentation de la production de suie, l’EGR est souvent associé à un filtre de particules dans les gaz d’échappement  [réf. nécessaire] Dans les moteurs turbocompressés, l’EGR nécessite un différentiel de pression contrôlé entre le collecteur d’échappement et le collecteur d’admission, qui peut être satisfait par des techniques telles que l’utilisation d’un turbocompresseur à géométrie variable, [réf. nécessaire] comportant des aubes d’admission sur la turbine pour créer une contre-pression d'échappement dans le collecteur d'échappement dirigeant les gaz d'échappement vers le collecteur d'admission. Il nécessite également une tuyauterie et des vannes externes supplémentaires et nécessite donc un entretien supplémentaire. [réf. nécessaire]

### Systèmes combinés
John Deere, le fabricant d’équipements agricoles, met actuellement en œuvre une telle conception combinée SCR-EGR dans un moteur diesel "en ligne 6" de 9 litres associant les deux types de système, un filtre anti-particules et des technologies de catalyseurs d’oxydation supplémentaires . Le système combiné comprend deux turbocompresseurs, le premier sur le collecteur d'échappement, à géométrie variable et contenant le système EGR; et un second un turbocompresseur à géométrie fixe. Les gaz d'échappement recyclés et l'air comprimé provenant des turbocompresseurs ont des refroidisseurs séparés et l'air fusionne avant d'entrer dans le collecteur d'admission. Tous les sous-systèmes sont contrôlés par une unité de commande centrale du moteur qui optimise la réduction des polluants libérés dans les gaz d'échappement.

### Autres solutions
Une nouvelle technologie testée en 2016 a été créée par la société Air Ink qui collecte les particules de carbone à l'aide d'un dispositif cylindrique "Kaalink" qui est intégré ultérieurement dans le système d'échappement d'un véhicule, après traitement visant à éliminer les métaux lourds et les cancérogènes. La société envisage d'utiliser le carbone pour fabriquer de l'encre.